# Paurocephala kleinhofiae
Paurocephala kleinhofiae är en insektsart som beskrevs av Uichanco 1921. Paurocephala kleinhofiae ingår i släktet Paurocephala och familjen rundbladloppor. Inga underarter finns listade i Catalogue of Life.